# الإخوان المسلمون في مصر
الإخوان المسلمون هي منظمة إسلامية أسسها حسن البنا في الإسماعيلية بمصر في مارس 1928 كحركة إسلامية دينية واجتماعية وبعد أن كونت قاعدة شعبية لها عبر الأنشطة الدينية ومساعدة الفقراء بدأت الدخول في السياسة لاحقًا لمناهضة الإحتلال الإنجليزي لمصر، ودعم قضية فلسطين وغيرها من الدول الإسلامية، وهي جزء من تيار الإخوان المسلمين العالمي والفرع المؤسس للجماعة. امتدت المجموعة إلى دول إسلامية أخرى ولكن لديها أكبر أو إحدي أكبر منظماتها في مصر، حيث ظلت لسنوات عديدة أكبر قوة معارضة سياسية وأفضلها تنظيماً وانضباطًا، على الرغم من سلسلة حملات القمع الحكومية في 1948 و1954 و1965 بعد الكشف عن مؤامرات أو مؤامرات مزعومة للاغتيال والإطاحة. بعد ثورة 2011 تم إضفاء الشرعية على الجماعة بعد أن كانت محظورة، وفي أبريل 2011 أطلقت حزبًا سياسيًا مدنيًا يسمى حزب الحرية والعدالة لخوض الانتخابات، بما في ذلك الانتخابات الرئاسية لعام 2012 عندما أصبح مرشحها محمد مرسي أول رئيس منتخب ديمقراطيًا في مصر. بعد مرور عام ، وبعد مظاهرات حاشدة ، أطاح الجيش بمرسي واعتقله. اعتبارًا من عام 2014، أعلنت روسيا ومصر والإمارات العربية المتحدة والمملكة العربية السعودية أن المنظمة جماعة إرهابية وتعاني مرة أخرى من قمع شديد.

## تاريخ الإخوان في مصر
نشأت جماعة الإخوان المسلمين في الإسماعيلية برئاسة الشيخ حسن البنا عام 1928م، كجمعية دينية تهدف إلى التمسك بالدين وأخلاقياته وفي عام 1932م، انتقل نشاط الجماعة إلى مدينة القاهرة ولم يبدأ نشاط الجماعة السياسى إلا في عام 1938م. ولقد عرضت الجماعة حلا إسلاميا لكافة المشاكل الاجتماعية والاقتصادية التي تعانى منها البلاد في ذلك الوقت، واتفقت مع مصر الفتاة في رفض الدستور والنظام النيابى على أساس أن دستور الأمة هو القرآن، كما أبرزت الجماعة مفهوم القومية الإسلامية كبديل للقومية المصرية. ولقد حددت الجماعة أهدافها السياسية في الآتى:
- أن يتحرر الوطن الإسلامي من كل سلطان أجنبى وذلك حق طبيعى لا ينكره إلا ظالم جائر ومستبد قاهر.
- أن تقوم في هذا الوطن الحر دولة إسلامية حرة تعمل بأحكام الإسلام وتطبق نظامه الاجتماعى وتعلن دعوته الحكيمة للناس.

وقد رفع حسن البنا خطابا موجزا لملوك وأمراء ورجال حكومات البلدان الإسلامية وأعضاء الهيئات التشريعية والجماعات الإسلامية وأهل الرأي والغيرة في العالم الإسلامي. وقد جاء في آخر هذا الخطاب بيان خمسين مطلباً من المطالب العملية التي تنبني على تمسك المسلمين بإسلامهم وعودتهم إليه في شأنهم وعرفت هذه المطالب بالمطالب الخمسين، وقد أوردها البنا في رسالته إلى حكام المسلمين رسالة نحو النور.
وقد رفض البنا الحزبية رفضا باتا وأعلن عدائه للأحزاب السياسية إذ اعتبرها نتاجاً لأنظمة مستوردة ولا تتوافق مع البيئة المصرية ووصفت جريدة (النذير) الأحزاب المصرية بأنها أحزاب الشيطان مؤكدة على أنه لا حزبية في الإسلام، في حين أعلنوا ولاءهم وأملهم في «ملك مصر المسلم» ونجح علي ماهر باشا والشيخ المراغي في توطيد العلاقة بين القصر والجماعة التي استمرت حتى نهاية الحرب العالمية الثانية عندما بدأ الملك يخشى من سطوة الجماعة نتيجة للأعداد الكبيرة التي انضمت إليها والتي أصبحت بها تنافس شعبية الوفد، وقوة الأسلحة التي استخدمتها الجماعة أثناء حرب فلسطين مما أقلق الملك فاروق لذا أيد سياسة النقراشي الرامية إلى حل الجماعة كما أعرب عن ارتياحه لاغتيال حسن البنا. وكان السبب في إقدام النقراشى على حل الجماعة اعتقاده بأن حوادث القنابل والمتفجرات يرتكبها شبان من المنتمين إلى الاخوان. وعادت الجماعة إلى مزاولة نشاطها عام 1951م نتيجة صدور قرار من مجلس الدولة بعدم مشروعية قرار حل الجماعة ومصادرة ممتلكاتها.

### في عهد جمال عبد الناصر

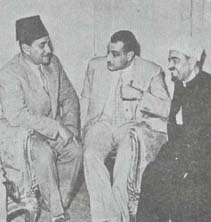
الشيخ محمد فرغلي (يمين) جمال عبد الناصر (وسط) محمد حامد أبو النصر (يسار)

وفي بداية ثورة 23 يوليو ساند الإخوان الثورة التي قام بها تنظيم الضباط الأحرار في مصر وكانوا الهيئة المدنية الوحيدة التي كانت تعلم بموعد قيام الثورة وكانت القوة الشعبية الوحيدة التي كان يعتمد عليها ضباط الجيش لتأمين الدولة ومواجهة الإنجليز. وكان التنظيم يضم عددًا كبيرًا من الضباط المنتمين للإخوان. حيث كان تنظيم الضباط الأحرار يضم جميع الاتجاهات والأفكار السياسية من ضباط الجيش المصري في وقتها، كما أن مجلس قيادة الثورة قد أصدر قراراً بحل جميع الأحزاب السياسية في البلاد مستثنياً جماعة الإخوان المسلمين لكونها كانت تقدم نفسها «كجماعة دينية دعوية» حسب رأي الكاتب اليمني أحمد الحبيشي أن الإخطار الذي قام المرشد العام وقتها حسن الهضيبي بتقديمه لوزير الداخلية سليمان حافظ شخصياً تضمن: «أن الاخوان جمعية دينية دعوية، وأن أعضاءها وتكويناتها وأنصارها لا يعملون في المجال السياسي، ولا يسعون لتحقيق أهدافهم عن طريق أسباب الحكم كالانتخابات».
وفي يناير 1953 بعد صدور قانون حل الأحزاب في مصر حضر لمجلس قيادة الثورة وفد من الإخوان المسلمين ضم الصاغ صلاح شادي والمحامي منير الدلة ليقولا لعبد الناصر «..الآن وبعد حل الأحزاب لم يبق من مؤيد للثورة إلا جماعة الإخوان ولهذا فإنهم يجب أن يكونوا في وضع يليق بدورهم وبحاجة الثورة لهم». ليرفض عبد الناصر المطلب بدعوى أن الثورة ليست في محنة أو أزمة لكنه سألهما عن المطلوب لاستمرار تأييدهم للثورة، فأجابا: «اننا نطالب بعرض كافة القوانين والقرارات التي سيتخذها مجلس قيادة الثورة قبل صدورها على مكتب الإرشاد لمراجعتها من ناحية مدى تطابقها مع شرع الله والموافقة عليها.. وهذا هو سبيلنا لتأييدكم إذا أردتم التأييد.» وقام جمال عبد الناصر برفض الأمر قائلا: «لقد قلت للمرشد في وقت سابق إن الثورة لا تقبل أي وصاية من الكنيسة أو ما شابهها.. وانني أكررها اليوم مرة أخرى».
وبعد فترة هدوء اصطدم جمال عبد الناصر ومعه مجموعة من الضباط ببعض قيادات الضباط الأحرار الذين كان من رأيهم أن الضباط دورهم انتهى بخلع الملك ويجب تسليم البلد لحكومة مدنية وإعادة الحياة النيابية وكان منهم محمد نجيب رئيس الجمهورية الذي تم عزله وخالد محيي الدين الذي تم نفيه إلى النمسا. كما اصطدم جمال عبد الناصر بالإخوان صداما شديدا نتيجة لمطالبة الإخوان لضباط الثورة العودة للثكنات وإعادة الحياة النيابية للبلاد، مما أدى إلى اعتقال عدد كبير منهم بعد اتهام أحد المنتمين إلى الجماعة بمحاولة اغتيال عبد الناصر في ميدان المنشية بالإسكندرية في 26 أكتوبر 1954، ما أدى لإصابة بعض الحضور بينهم وزير سوداني. وتعتبر جماعة الإخوان المسلمين محظورة منذ ذاك العام، إلا أن السلطات تتسامح مع نشاط لها «في حدود».
ويعتبر الإخوان أن هذه الحادثة كانت مسرحية من قبل عبد الناصر للقضاء على آخر معارضيه وهم الإخوان. وتم اعدام عدد من قيادات الجماعة المؤثرة مثل الدكتور عبد القادر عودة وهو فقيه دستوري وأستاذ جامعي. كما تم إعدام الشيخ محمد فرغلي وهو من علماء الأزهر وقد رشح ليكون شيخاً للأزهر في فترة حكم جمال عبد الناصر ولكنه رفض. ووفقاً للأرقام الرسمية فإن 55 من الاخوان المسلمين لقو حتفهم في تلك الاعتقالات غير المفقودين.
وفي 1964، قام جمال عبد الناصر باعتقال من تم الإفراج عنهم من الإخوان مرة أخرى، وبالأخص سيد قطب وغيرهم من قيادات الإخوان، بدعوي اكتشاف مؤامرتهم لاغتياله وأعدم سيد قطب مفكر الجماعة في عام 1966 ومعه خمسة من قيادات الإخوان وذاق الإخوان خلال تلك الفترة أنواع من التنكيل والتعذيب داخل السجون مما أدى إلى مقتل ما يقرب من 350 إخواني جراء التعذيب. وكانت مصر تخضع للحكم الشمولي وقتها.

### في عهد أنور السادات
وبعد أن خلف الرئيس السادات جمال عبد الناصر رئاسة الجمهورية، وعد السادات بتبني سياسة مصالحة مع القوى السياسية المصرية فتم إغلاق السجون والمعتقلات التي انشأت في عهد جمال عبد الناصر واجراء إصلاحات سياسية مما بعث بالطمأنينة في نفوس الاخوان وغيرهم من القوى السياسية المصرية وتعززت هذه الطمانينة بعد حرب أكتوبر 1973 حيث أعطى لهم السادات مساحة من الحرية لم تستمر طويلاً ولاسيما بعد تبنيه سياسات الانفتاح الاقتصادي، وبعد إبرامه معاهدة السلام مع إسرائيل في عام 1977، شهدت مصر في تلك الفترة حركات معارضة شديدة لسياسات السادات حتى تم اعتقال عدد كبير من الإخوان والقوى السياسية الآخرى فيما سمي إجراءات التحفظ في سبتمبر 1981.

### في عهد حسني مبارك
بعد اغتيال السادات في أكتوبر 1981 خلفه حسني مبارك والذي اتبع في بدايات حكمه سياسة المصالحة والمهادنة مع جميع القوى السياسية ومنهم الإخوان لكن حذر مبارك في تصريحات صحافية من أن جماعة الاخوان المسلمين المحظورة تشكل خطرا على أمن مصر وبأنها ذات تاريخ إرهابي حيث أغتالت رئيس وزراء مصر النقراشي بعد قرار حل الجماعة وسجن اعضائها وتأميم أموالها وممتلكاتها ، وفي التسعينيات ظهرت حركات معارضة لحكم مبارك، ومعارضة لأعتراف حكومة مبارك مثل حكومة السادات بالصلح مع كل الدول مثل أمريكا وروسيا وإسرائيل.
بعد أحداث 11 سبتمبر ضغطت الولايات المتحدة علي مبارك لفتح المجال السياسي والديمقراطية في مصر، مما أدي لوجود حرية سياسية غير مسبوقة في مصر، وأستغل الإخوان ذلك وبدأوا في الحصول علي مقاعد في البرلمان تحت مسمي "مستقلون" أو "الجماعة المحظورة"، وقد وجد مبارك ذلك مفيدًا له حيث أراد إستخدام الإخوان كفزاعة للولايات المتحدة، وأنها إذا أسقطته وحدثت إنتخابات ديمقراطية فستأتي بالإسلاميين ويهددون المصالح الأمريكية والإسرائيلية والأقليات الدينية. فقال باسم خفاجي مدير المركز الدولي للدراسات عن واشنطن بأنها:«ليست جادة إطلاقا في هذه المرحلة في الدعوة إلى الديمقراطية أو التبادل السلمي للسلطة في المنطقة العربية" لأن هذه الدعوات أثبتت أكثر من مرة أنها يمكن أن تأتي إلى سدة الحكم بتيارات مناوئة للمشروعات الأميركية» ويُذكر أن الاخوان المسلمين خاضوا الانتخابات البرلمانية في مصر عام 2005، وقاموا بالحصول على 88 مقعدا في البرلمان رغم اتهامهم الموجه إلى الحكومة «بأن الانتخابات شهدت تزويرا» مثل بعض اتهاماتهم الأخرى في الانتخابات الرئاسية وانتخابات مجلس الشورى.
وحينها قال عصام العريان أحد قادة الجماعة أنه في حال حكم الإخوان مصر «فانه سيتم تعزيز الحريات العامة بمختلف أشكالها، وتحقيق أكبر قدر من التماسك والتضامن الاجتماعي» كما ذكر أنه سيتم الحرص على تقوية ماسماها «الوحدة الوطنية ونزع فتيل التوترات الطبقية والحفاظ على المساواة الكاملة وتكافؤ الفرص بين الجميع على قاعدة المواطنة الكاملة والوقوف بكل قوة ضد ماوصفها بالليبرالية[ ؟ ] المتوحشة» كما أشار إلى حماية من سماهم «الضعفاء اجتماعياً» خاصة المرأة والأقباط والأطفال وغيرهم على قاعدة المساواة في الحقوق والواجبات أمام الدستور والقانون.
تقوم أجهزة الأمن المصرية من آن لآخر بالقبض على مجموعات وأفراد من الإخوان المسلمين ومصادرة أموال وأجهزة الكومبيوتر الخاصة بهم وغلق شركات ومحال تجارية المملوكة لمنتمين للجماعة ووضعهم تحت الحبس الاحتياطي أو رهن الاعتقال وذلك وفقاً لقانون الطوارئ الذي تم العمل به منذ تولي مبارك السلطة في 1981، والذي يتيح للأمن المصري متابعة المشكوك بهم ووضعهم تحت المراقبة الي الوصول للجاني الحقيقي. تعرض الأخوان لحملات اعتقال موسمية ومنتظمة من قبل أجهزة وزارة الداخلية في مصر، وهي الحملات التي يصفها الاعلام الرسمي بأنها ضربات إجهاضية[بحاجة لمصدر].
وقد حدثت عدة محاكمات عسكرية للإخوان بتهمة إعادة إحياء جماعة محظورة منها:

#### القضية رقم 1995/8 جنايات عسكرية
تم القبض على 49 من قيادات الجماعة في 2 يناير في عام 1995 وذلك عقب اجتماع لمجلس شوري الجماعة بمركزها العام بالتوفيقية، وبعد عدة أشهر تم تحويل المجموعة إلى القضاء العسكري المصري وهو الأمر الذي لم يكن معروفاً ولا مألوفاً في تلك الفترة وكانت التهمة إعادة إحياء جماعة محظورة.
- انتهت القضية بالحكم علي 34 ممن أحيلوا للقضاء العسكري بالسجن لمدد تتراوح بين ثلاث وخمس سنوات، وكان من حكم عليهم بالسجن خمس سنوات ثلاثة قيادات هم عصام العريان وخيرت الشاطر ومحمد حبيب، وكان أحد الذين حكموا بثلاث سنوات عبد الرحمن عبد الفتاح عبد الله بالتربية والتعليم بالفيوم والذي مات في السجن في مستشفى قصر العيني بتاريخ 6 أكتوبر 1996 بعد أن لم ينل حظه من الرعاية الصحية، ونال 15 شخصاً ممن أحيلوا في ذات القضية البراءة.

#### القضية رقم 1995/11 جنايات عسكرية
كانت في 23 نوفمبر في عام 1995 واعتقل 33 قيادياً في جماعة الإخوان المسلمين حكم علي 20 منهم بالسجن بمدد تتراوح بين الثلاث والخمس سنوات وحصل 13 معتقلاً علي البراءة وكان الحكم بخمس سنوات من نصيب الدكتور عبد المنعم أبو الفتوح والدكتور محمود عزت.

#### القضية رقم 1995/13 جنايات عسكرية
- عُرفت هذه القضية بقضية حزب الوسط (القضية رقم 1996/5 جنايات عسكرية) حيث تم اعتقال 13 من قيادات ورموز الجماعة علي رأسهم محمد مهدي عاكف وأبو العلا ماضي و 11 من قيادات الإخوان المسلمين

#### القضية رقم 2001/29 جنايات عسكرية
- تم اعتقال 22 من رموز وقيادات جماعة الإخوان المسلمين في 6 نوفمبر 2001 عقب مظاهرة بالجامع الأزهر من أجل فلسطين وبعد أسبوع من الاعتقال صدر قرار جمهوري في 13 نوفمبر باحالتهم إلى القضاء العسكري.
- أصدرت النيابة العسكرية قرار بإحالة المتهمين أمام المحكمة العسكرية العليا في 26 نوفمبر 2001 بتوقيع اللواء فيصل هيبة عيد بكر المدعي العام العسكري.
- تمت المحاكمة في 19 جلسة استغرقت ما يقرب من 8 أشهر، تمت المحاكمة فعلياً خلال ثلاثة أشهر منها فقط، وقد بدأت المحاكمة جلساتها في 24 ديسمبر 2001.
- تم تأجيل النطق بالحكم لثلاث مرات حيث حجزت للحكم للمرة الأولي في 7 أبريل ثم تأجلت لجلسة 26 مايو وكان التأجيل الثالث حتي صدر الحكم في 30 يوليو 2002 بالسجن بمدد تتراوح بين ثلاث وخمس سنوات علي 16 من المعتقلين، بينما برأت المحكمة 6 منهم.

#### القضية رقم 2007/2 جنايات عسكرية
- اعتقلت مباحث أمن الدولة في 14 ديسمبر 2006 عدداً من قيادات الجماعة علي رأسهم خيرت الشاطر وحسن مالك ومحمد علي بشر وتتابعت حملة الاعتقالات في القضية علي خمس حملات كان آخرها في 14 مارس 2007 في قضية حملت رقم 963 لسنة 2006.[30]
- جاءت القضية علي خلفية العرض الرياضي الشهير الذي أقامه طلاب الإخوان في جامعة الأزهر الشريف، وهم يرتدون ملابس وصفت بأنها ملابس عسكرية.[30]
- في 5 فبراير 2007 صدر قرار رئيس الجمهورية محمد حسني مبارك بإحالة القضية إلي لقضاء العسكري.[30]
- أصدرت النيابة العسكرية قرار بإحالة المتهمين أمام المحكمة العسكرية العليا في 23 أبريل 2007 بتوقيع العميد حربي أحمد حسين مساعد المدعي العام العسكري.[30]
- انعقدت المحاكمة برئاسة اللواء عبد الفتاح عبد الله علي وعضوية العميد سيد محمد السعيد هلال والعقيد محمد علي حسن العمدة ومثل النيابة العسكرية المقدم محمد جندي نجيب، وصدر الحكم بتوقيع اللواء أركان حرب حسن الرويني قائد المنطقة المركزية العسكرية.[30][31]
- استمرت المحاكمة 73 جلسة[32] سرية منع عنها الإعلام تماماً[30] بدأت في 26 أبريل 2007[30] وانتهت بصدور الحكم في جلسة الثلاثاء 15 أبريل 2008[32] بعد أن تأجل النطق بالحكم لثلاث مرات.[30]
- حكم علي 25 من قيادت جماعة الإخوان المسلمين بالسجن لمدد تتراوح بين الثلاث والعشر سنوات بتهم كغسيل الأموال[33] والانتماء لجماعة محظورة وبُريء 15 من المعتقلين.[30]

وكانت تفاصيل الأحكام بالسجن كالتالي:
- 7 سنوات: 2 من المعتقلين[30]
  1. م. خيرت الشاطر (النائب الثاني للمرشد العام):.
  2. أ حسن مالك (رجل أعمال).
- خمس سنوات: 5 من المعتقلين[30]
  1. م. أحمد شوشة (مهندس).
  2. أ. صادق الشرقاوي (محاسب).
  3. م. أحمد أشرف (مدير عام دار التوزيع).
  4. د. أحمد عبد العاطي (خبير أدوية) بالخارج ولم يعتقل.
  5. م. أسعد الشيخة (مهندس) بالخارج ولم يعتقل.
- ثلاث سنوات: 13 من المعتقلين[30]
  1. د. محمد علي بشر (عضو مكتب الإرشاد).
  2. م. ممدوح الحسيني (مهندس).
  3. د. فريد جلبط (أستاذ بجامعة الأزهر).
  4. د. ضياء الدين فرحات (رجل أعمال).
  5. د. صلاح الدسوقي (مدرس بطب الأزهر).
  6. أ.فتحي محمد بغدادي (مدير مدارس المساعي).
  7. م. أيمن عبد الغني (مهندس):.
  8. د. عصام عبد المحسن (أستاذ بطب الأزهر).
  9. د. محمود أبو زيد (أستاذ بطب القاهرة).
  10. أ. مصطفى سالم (محاسب).
  11. أ. سيد معروف (مدير بعمر أفندي).
  12. د. عصام حشيش (أستاذ بهندسة القاهرة).
  13. م. مدحت الحداد (رجل أعمال).
- براءة: 15 من المعتقلين [30]
  1. د. خالد عودة (أستاذ بجامعة أسيوط).
  2. م. سعيد سعد علي (مهندس).
  3. محمد مهنا حسن (محاسب).
  4. د. محمد حافظ (طبيب).
  5. د. محمد علي بليغ (أستاذ رمد).
  6. م. محمود المرسي (مهندس).
  7. أحمد عز الدين (صحفي).
  8. جمال شعبان (محاسب).
  9. ياسر عبده (محاسب).
  10. محمود عبد اللطيف عبد الجواد (رجل أعمال).
  11. م. أسامة شربي (مدير عام شركة سياحة).
  12. د. أمير بسام (مدرس بطب الأزهر).
  13. د. عبد الرحمن سعودي (رجل أعمال).
  14. م. أحمد النحاس (مهندس).
  15. أ. حسن زلط (رجل أعمال).
- 10 سنوات: 5 قيادات كلهم خارج مصر[30]
  1. م. يوسف ندا (رجل أعمال).
  2. م. علي غالب محمود همت (مهندس).
  3. إبراهيم الزيات (رجل أعمال).
  4. فتحي الخولي (داعية).
  5. د. توفيق الواعي (داعية)
- أحكام مصادرة الأموال:[30]
  - مصادرة نصيب م. خيرت الشاطر وأ. حسن مالك في شركة «مالك» وفروعها و«رواج» وفروعها
  - مصادرة نصيب أ. حسن مالك في شركة «الأنوار»
  - مصادرة نصيب م. خيرت الشاطر ود. أحمد عبد العاطي في شركة «الحياة للأدوية»
  - مصادرة نصيب أ. أحمد أشرف في «دار التوزيع والنشر الإسلامية»

نجح الإخوان المسلمون في مصر في الحصول على 88 مقعدا في مجلس الشعب (البرلمان المصري) في الانتخابات النيابية التي جرت في ديسمبر من عام 2005م حيث اشتركوا في الانتخابات بصفتهم مستقلين وليسوا أعضاء في التنظيم، بالرغم مما شاب هذه الانتخابات من أعمال عنف أدت إلى مصرع 12 شخصا على الأقل وتدخل أمني عنيف لإسقاط المرشحين خصوصا من مرشحي الجماعة وهو الأمر الذي شهدت به منظمات المجتمع المدني والهيئات القضائية المشرفة على الانتخابات. وجدير بالذكر أن هذا الرقم يعادل 5 أضعاف العدد الذي حصلوا عليه في برلمان عام 2000م، إلا أنه في الوقت نفسه يعادل أكثر من 6 أضعاف الفائزين من كل أحزاب المعارضة في نفس الانتخابات ليصبحوا بذلك أكبر قوة معارضة في البلاد للحزب الحاكم بنسبة 20% من مقاعد البرلمان. ومن المثير أن الاخوان لم يرشحوا أعضاء لهم في كل الدوائر بل أكتفوا ب 150 مرشحا إلا أنهم حصدوا 35% من إجمالي الأصوات في البلاد، ونجح بهذا أكثر من نصف قائمتهم. والجدير بالذكر أنهم دخلوا هذه الانتخابات دونما تحالف مع أي من الأحزاب تحت لواء جماعة الأخوان المسلمون صراحة وشعار (الإسلام هو الحل)، وهو ما أثار جدلا واسعا في الشارع السياسي المصري خصوصا بين نخبة المثقفين.

#### قضية التنظيم الدولي للإخوانأمن دولةعليا طوارئ لسنة 2009
في 2009م اتهم عدد كبير من قيادات ورموز الإخوان في الداخل والخارج والتي عرضت على محكمة أمن الدولة العليا طوارئ بتهمة إمداد قيادات جماعة الإخوان المسلمين المحظورة قانوناً بأموال من الخارج لاستخدامها في تدعيم أنشطة الجماعة بالمخالفة للقانون والدستور، فضلا عن غسيل تلك الأموال داخل البنوك المصرية.
وكأحد صور المشاركة السياسية اللاحزبية ترشح الإخوان لنيل عضوية مجالس النقابات المهنية في مصر رافعين شعار (الإسلام هو الحل). وقد اكتسحوا نقابات المحامين والمهندسين والأطباء والصيادلة والعلميين إلا أن الدولة جمدت معظم أنشطة هذه النقابات ووضعتها تحت الحراسة أو منعت فيها الانتخابات مما أدى إلى استمرار مجالسها النقابية بلا تغيير مثلما حدث في نقابة الأطباء والتي يديرها الآن مجلس توفي نصف أعضائه تقريبا بسبب تهديد الدولة بوضع النقابة تحت الحراسة ان أجرى مجلسها أي انتخابات فيها على أي مستوي.
جدد الإخوان المسلمون رفض تولي المرأة والأقباط للرئاسة في عام 2010 وفي 28 فبراير 2008 قال قياديون في الجماعة أنهم لن يخوضوا الانتخابات الرئاسية المصرية في عام 2012 حتى لو حصلوا على الشروط القانونية أو دعم أي من المرشحيين حتى الاّن.

### بعد ثورة 25 يناير
أسس الإخوان المسلمون في مصر حزب الحرية والعدالة يوم 6 يونيو 2011م وانتخب مجلس شورى الجماعة محمد مرسي رئيسا للحزب وعصام العريان نائبا له ومحمد سعد الكتاتني أمينًا عامًّا للحزب، كما تم اختيار المفكر المسيحي رفيق حبيب نائبًا لرئيس الحزب. خاض الحزب أول انتخابات تشريعية بعد الثورة ضمن التحالف الديمقراطي من أجل مصر ونجح التحالف في الفوز بنحو 47% من مقاعد مجلس الشعب و59% من مقاعد مجلس الشورى. إلا إن المحكمة الدستورية العليا المصرية أصدرت في 14 يونيو 2012 حكمًا يقضي بعدم دستورية القانون الخاص بترشيح ثلث أعضاء البرلمان من المستقلين، مما أدى إلى حل البرلمان بالكامل.
كما فاز مرشح الجماعة محمد مرسي في الإنتخابات الرئاسية 2012 وأصبح مرسي أول رئيس مدني منتخب ديمقراطيا في تاريخ مصر.

### ما بعد انقلاب 3 يوليو 2013
بعد تصاعد المظاهرات المطالبة برحيل الرئيس محمد مرسي، أعلنت القوات المسلحة المصرية الاثنين 1 يوليو 2013 بيانًا يمهل القوى السياسية مهلة مدتها 48 ساعة لـ«تحمل أعباء الظرف التاريخي» تلى ذلك بيانا للرئيس مرسي تمسك فيه بشرعيته. وفي 3 يوليو، وبعد إنتهاء مهلة القوات المسلحة، خرج وزير الدفاع آنذاك الفريق أول عبد الفتاح السيسي وأعلن عزل الرئيس المصري المنتخب محمد مرسي وعطّل العمل بالدستور وقطع بث عدة وسائل إعلامية وكلف عدلي منصور برئاسة البلاد.
وفي ديسمبر 2013، أعلنت حكومة حازم الببلاوي إدراج جماعة الإخوان المسلمين على قوائم «التنظيمات الإرهابية»، وأكدت أن «جميع أنشطتها بما فيها التظاهر أصبحت محظورة»، وذلك بعد التفجير الذي استهدف مقر مديرية أمن الدقهلية في المنصورة بدلتا النيل وأوقع ضحايا.

## تعداد الإخوان
- ذكر د.عبد الحميد الغزالي المستشار السياسي للمرشد أن عدد الإخوان في مصر وصل إلي 15 مليون إخواني منهم 10 ملايين يسمون إخوان عاملين والخمسة مليون الآخرون مؤيدون لأفكارها وذلك في حوار له مع صحيفة المصري اليوم بتاريخ 29 أكتوبر 2009م:«نحن في مصر، والحمد لله، وصلنا إلى رقم 15 مليون إخوانى، حيث يوجد 10 ملايين يسمون «إخوان عاملين»في الجماعة، بينما الخمسة الآخرون مؤيدون لأفكارها، وهذه ليست أمانى ولكنها إحصائيات، أما عن عدد الإخوان خارج مصر فلا أعرف الرقم بالضبط.[45]»
- وفي حوار المرشد العام د.محمد بديع مع التلفزيون المصري بتاريخ 29 مايو 2011[46] رفض المرشد الإفصاح عن عدد أعضاء جماعة الإخوان، واعداً بالإعلان عنها «عندما يكون هناك سجلات يُسمح بها ولا يكون جراء تقديمها ضرر لأحد»، مشيراً إلى أن العدد يفوق بكثير رقم 750 ألفاً الذي أعلنته جريدة الأهرام قبل الثورة.[47]
- وفي تقرير لجريدة الشروق المصرية بتاريخ 30 مايو 2011 قالت أن مصدر إخواني مطلع ذكر أن عدد المنتسبين للجماعة إلى 861 ألف عضو بين درجتى عامل ومنتظم، مشيرا إلى أن هذا الرقم لا يشمل عدد الإخوان من درجات تنظيمية أخرى، وهي المنتسب (الذي يحق له التصويت في الانتخابات الداخلية ولكن لا يمكنه الترشح، ولا يستوجب عليه دفع الاشتراك الشهرى)، كما لم يشمل تحديد ما يعرف بالمحبين الذين تصل أعدادهم إلى مئات الآلاف، مشيرا إلى أن عدد أعضاء الجماعة بجميع درجاتها التنظيمية قد يصل إلى مليونى عضو.[48]
- وقد ذكر المحامي مختار نوح القيادي السابق المنشق عن الجماعة في حوار مع صحيفة المصريون بتاريخ 29 يونيو 2011 أن أعضاء الإخوان يقدرون ب 500 ألف عضو.[49]
- يوجد اختلاف في إحصاء عدد الإخوان في مصر نظرا لأنه لا يوجد في الوقت الحالي تعداد رسمي لأعضاء الجماعة، والتي يتعرض أعضاؤها للاعتقال والمحاكمة بتهمة الانتماء إليها، ولكن تشير دراسة قام بها ضياء رشوان من مركز الأهرام للدراسات الاستراتيجية إلى أن عدد أعضاء جماعة الإخوان المسلمين في مصر يتراوح حاليا «ما بين مليوني و2.5 مليون شخص»، وقال رشوان «أنه حدد هذا الرقم بناء على المقارنة بين الإحصائيات التي كانت متاحة لعدد أعضاء الاخوان في الأربعينات ونسبتها مع عدد السكان وقتها وعدد السكان حاليا».[50]
- وفي تقرير عن رصد قوة القوى السياسية في مصر لجريدة الأهرام المصرية بتاريخ 8 أكتوبر 2005 والذي اتخذ من انتخابات دورة 2000 مقياسًا لهذا الرصد؛ حيث أوضح أن حجم أنصار الإخوان يصل إلى 750 ألف عضو.[51][52]
- من جهة أخرى ذكر الدكتور عبد الستار المليجي وهو قيادي سابق بجماعة الإخوان المسلمين تم فصله من الجماعة[53] في حوار صحفي أجراه مع جريدة المصري اليوم في 25 يوليو 2008، أن مجموع عدد جماعة الإخوان المسلمين لايتجاوز 100 ألف شخص «بالمحبين والمتعاطفين وجيران المحبين والمتعاطفين» حسب وصفه، كما أكد أن الإخوان العاملين لايتجاوزون 5 آلاف من الإخوان، منهم 85 أعضاء في مجلس شوري الجماعة. كما ذكر أن هناك نحو 10 محافظات مصرية لايوجد بها إخوان على الإطلاق.[54]
- عام 2011، أسست الجماعة جناحها السياسي حزب الحرية والعدالة الذي تقدم لإنتخابات مجلس الشعب 2012 وحصل على أغلبية بـ235 مقعدا أي ما يعادل 47.18 في المئة، حيث بلغ التصويت الشعبي أكثر من 10 ملايين صوت.[55][56]

## مرشدو الجماعة
1. حسن البنا: المرشد الأول ومؤسس الجماعة (1928 - 1949)
2. حسن الهضيبي: المرشد الثاني للجماعة (1949 - 1973)
3. عمر التلمساني: المرشد الثالث للجماعة (1973 - 1986)
4. محمد حامد أبو النصر: المرشد الرابع للجماعة (1986 - 1996)
5. مصطفى مشهور: المرشد الخامس للجماعة (1996 - 2002)
6. مأمون الهضيبي: المرشد السادس للجماعة (2002 - 2004)
7. محمد مهدي عاكف: المرشد السابع للجماعة (2004 - 16 يناير 2010)
8. محمد بديع: المرشد الثامن للجماعة (16 يناير 2010 - 20 أغسطس 2013)
9. محمود عزت: المرشد التاسع (مؤقتا)ً للجماعة (20 أغسطس 2013 - 28 أغسطس 2020)
10. إبراهيم منير: المرشد العاشر (مؤقتا)ً للجماعة (28 أغسطس 2020 - 17 ديسمبر 2021)[57]
11. مصطفى طلبة: ممثل اللجنة القائمة بأعمال المرشد (المرشد الحادي عشر) والحالي (مؤقتاً) للجماعة (17 ديسمبر 2021 - حتى الآن)[58]

## مكتب الإرشاد العام في مصر
هو الهيئة الإدارية والقيادة التنفيذية العليا وهو المشرف على سير الدعوة والموجه لسياستها وإدارتها والمختص بكل شئونها وبتنظيم أقسامها وتشكيلاتها.
ويتألف مكتب الإرشاد العام في مصر من 16 عضوا فضلا عن المرشد العام ويمكن للمكتب بتعيين 3 أخرى ن بأغلبية أعضاء المكتب المنتخبين، ومدة عضوية المكتب 4 سنوات من أول تاريخ انعقاد له ويتم اختيارهم وفق الأسس التالية:
- أ) ستة عشر عضوًا ينتخبهم مجلس الشورى من بين أعضائه بطريق الاقتراع السري على أن يكون من كل قطاع جغرافي عضو واحد على الأقل.
- ب) ثلاثة أعضاء على الأكثر يجوز لمكتب الإرشاد تعيينهم بأغلبية أعضائه المنتخبين المقيمين بالجمهورية.
- جـ) يشترط حصول العضو المنتخب على أكثر من نصف أصوات أعضاء مجلس الشورى الحاضرين بجلسة الاقتراع.
- لا تسقط عضوية مكتب الإرشاد عند تعرُّض العضو للحبس والاعتقال السياسي؛ لحين انتهاء هذه الظروف، وفي حالة زوال السبب يعود لممارسة عضويته حتى ولو أدَّى ذلك لزيادة عدد أعضاء المكتب عما ورد في هذه اللائحة، ويتم جبر الزيادة عند أول خلو.[61]

قائمة أعضاء المكتب منذ 21 ديسمبر 2009
1. محمد بديع: المرشد العام للجماعة، أستاذ متفرغ بقسم الباثولوجيا بكلية الطب البيطري جامعة بني سويف، وواحد من أعظم مائة عالم عربي حسب الموسوعة العلمية العربية التي أصدرتها هيئة الإستعلامات المصرية عام 1999م [62].
2. أسامه نصر الدين: رئيس قسم التنمية الإدارية بالجماعة، والرئيس السابق للمكتب الإداري للجماعة بالإسكندرية [63]، وأستاذ الميكروبيولوجي بمعهد البحوث بجامعة الإسكندرية.
3. جمعة أمين: نائب المرشد العام[64]، وأحد أهم مفكري الجماعة والمؤرخ الرسمي للإخوان له الكثير من الأطروحات السياسية والعديد من المؤلفات مثل "شرح الاصول العشرين للفهم" و"تاريخ جماعة الإخوان المسلمين" والذي يعد الكتاب الوحيد الموثق من قبل الجماعة لتاريخ الإخوان في مصر.
4. حسام أبو بكر: دكتور مهندس بجامعة المنصورة[65] والمسئول السابق للمكتب الإداري بشرق القاهرة انتخب في الانتخابات التكميلية في 6 أغسطس 2011[66]
5. رشاد بيومي: نائب المرشد العام[64]، ومسئول قسم الطلبة بالجماعة [67] ، ووكيل نقابة العلميين في مصر، وأستاذ متفرغ بقسم الجيولوجيا كلية العلوم جامعة القاهرة.
6. عبد الرحمن البر: أستاذ علم الحديث في جامعة الأزهر
7. عبد العظيم أبو سيف: الرئيس السابق للمكتب الإداري لمحافظة بني سويف، انتخب في 6 أغسطس 2011 ممثلا لمقعد شمال الصعيد خلفا للدكتور سعد الكتاتني والذي استقال للتفرغ لحزب الحرية والعدالة[66] عضو مجلس الشعب 2005 - 2010[68]
8. عصام الحداد[69]: دكتور تحاليل طبية[70]
9. محمد أحمد إبراهيم: انتخب في الانتخابات التكميلية في 6 أغسطس 2011[66] استشاري في إدارة البحوث، ونائب سابق لمسئول المكتب الإداري بالأسكندرية[71]
10. محمد طه وهدان: رئيس قسم التربية بالجماعة وأستاذ دكتور في

كلية الزراعة جامعة قناة السويس، انتخب في 14 يناير 2012 بدلاً من م. سعد الحسيني؛ نظرًا لانتخابه عضوًا بالمكتب التنفيذي لحزب الحرية والعدالة.
1. محمد عبد الرحمن: نائب مسئول المكتب الإداري بمحافظة الدقهلية[73]، طبيب [63].
2. محمد علي بشر: أستاذ مساعد بقسم الهندسة الكهربائية، كلية الهندسة جامعة المنوفية، والأمين العام لنقابة المهندسين المصرية من 1991م وحتى فرض الحراسة عليها 1995م، والأمين العام السابق لاتحاد المنظمات الهندسية في الدول الإسلامية من 1989م وحتى عام 1997م، و قد تعرض لمحاكمة عسكرية في (ديسمبر 2006م) في مصر على خلفية انتماؤه للإخوان و حكم عليه بالسجن لمدة 3 سنوات[63].
3. محمود أحمد أبو زيد: جراح أوعية دموية وأستاذ بكلية طب القصر العيني، وعضو اللجنة الدولية لتطوير التعليم الطبي بالجامعات المصرية.
4. محمود حسين: أمين عام الجماعة، وأستاذ بكلية الهندسة جامعة أسيوط [74] .
5. محمود عزت: نائب المرشد العام[64]، ورئيس قسم الفيروسات بكلية الطب جامعة الزقازيق.
6. محمود غزلان: الأمين العام السابق للجماعة، وأستاذ بكلية الزراعة جامعة الزقازيق
7. محي حامد: عضو مكتب الأمانة العامة للجماعة، وعضو المكتب الإداري للجماعة بمحافظة الشرقية بمصر[73]، وأخصائي الأنف والأذن.
8. مصطفى الغنيمي: مسئول قطاع وسط الدلتا والأمين العام لنقابة أطباء الغربية، إستشاري النساء والتوليد

## مجلس الشورى العام في مصر
يتألف مجلس الشورى من 123 عضوًا منتخبًا يمثِّلون جميع المحافظات حيث يتم انتخابهم من مجالس شورى المحافظات، بالإضافة إلى أعضاء مكتب الإرشاد الحاليين والسابقين، فضلاً عن تعيين 15 عضوًا بحدٍّ أقصى، يختارهم مكتب الإرشاد وفقًا للائحة. وتتضمن مهامه الاشراف العام على الجماعة وانتخاب المرشد العام 
وفي 3 يوليو 2010 أعلن الإخوان عن انتخاب مجلس شورى جديد للجماعة في مصر حيث وصلت نسبة التغيير في المجلس إلى 16%.

## الجماعة في ظل قيادة مهدي عاكف

محمد مهدي عاكف المرشد العام السابق لجماعة الإخوان المسلمين

يعتبر مهدي عاكف من أكثر القيادات الإخوانية التي أثارت جدلاً حولها فهو المرشد الذي قيل في بداية عهده انه ينوي ان يفتح آفاقاً جديدة للإخوان للانفتاح على العالم، وظهر هذا جلياً في الحوارات الصحفية الواسعة والمكثفة التي يجريها مع أجهزة الإعلام.

## الوجود القانوني للجماعة
- قام الإخوان برفع الدعوى 133 لسنة 32 قضاء إداري، وكان رافعو الدعوة كلاًّ من المرشدَيْن عمر التلمساني ومحمد حامد أبو النصر والدكتور توفيق الشاوي، وطالبوا بإلغاء قرار مجلس قيادة الثورة بحل الإخوان، واستمرت الدعوى في التداول حتى عام 1992م حين قضت محكمة القضاء الإداري في 6 فبراير 1992م بعدم قبول الدعوى لعدم وجود قرار إداري بحل الإخوان أو بمنعها من مباشرة نشاطها.[77]
- وبناءً على ذلك الحكم فإن القضاءَ الإداري أقر بأنه ليس هناك قرارٌ يمنع الإخوان من ممارسة أنشطتهم ورغم ذلك قام الإخوان برفع دعوى استئناف لذلك الحكم ولم يحكم فيها حتى اليوم.[78]، كما نفى د. محمد سليم العوا أستاذ القانون الجنائي وجود حكم قضائي بحظر الإخوان كما تدَّعي نيابة أمن الدولة، والأمر وما فيه أنه تم إقامة دعوى قضائية أمام مجلس الدولة ضد قرار الحظر، فأحالتها المحكمة إلى هيئة المفوضين، التي ما زالت تبحث على قرار الحظر، ولم تصدر قرارها ورأيها إلى الآن.[79] كما أنه في 11 ديسمبر 2010 أثناء نظر قضية للإخوان عرفت إعلاميةً باسم «قضية التنظيم الدولي» وقعت مشادَّة كلامية بين المستشار محمود سامي كامل رئيس محكمة أمن الدولة العليا طوارئ وممثل النيابة؛ حول ادِّعائه أن جماعة الإخوان المسلمين «محظورة» ورفضت المحكمة إطلاق هذا اللفظ عليها، متسائلةً: «ومن الذي قام بحظرها؟!»، فرد ممثل النيابة قائلا: محظورة طبقًا لحكم قضائي، وقاطعته المحكمة: «أين هذا الحكم؟! ولا تطلق لفظ «محظورة» مرةً أخرى دون أي سند قانوني».[80][81] وأيدت محكمة القاهرة الأمور المستعجلة يوم الأربعاءالموافق 6 نوفمبر 2013 برئاسة المستشار محمد السيد حكما قضائيا سابقا بحظر جماعة الإخوان المسلمين ونشاطاتها في مصر. ويأتي هذا الحكم تأييدا للحكم الصادر بـ23 سبتمبر 2013 وهو حكم من الدرجة الأولى، والقاضي بحظر أنشطة الجماعة، في الدعوى المقامة من حزب التجمع.
- وفي 19 مارس 2007م تم تعديل 34 مادة من الدستور المصري وإضافة مادة لا تجيز مباشرة أي نشاط سياسى أو قيام أحزاب سياسية على أية مرجعية دينية أو أساس ديني.[82][83] فيما رأت المعارضة ومحللون سياسيون أن هذه التعديلات الدستورية انقلاب دستوري وقام مائة نائب بارتداء أوشحة سوداء كتب عليها شعار «لا للانقلاب الدستوري» وقاموا بمقاطعة التصويت علي هذه التعديلات[84][85]، ويري الإخوان أن إضافة هذه المادة تهدف بالإساس إلي إقصاء الإخوان أو الحد من نشاطهم ومنعهم من ممارسة السياسة.[86] وقبل إضافة هذه المادة فإن الجماعة خاضت انتخابات البرلمان المصري سنة 2005 تحت بند المستقلين وحصلت علي 20 بالمائة من مقاعد البرلمان لتصبح أكبر كتلة معارضة في مصر.
- في 24 ديسمبر 2013 قرر مجلس الوزراء إعلان جماعة الإخوان المسلمين جماعة إرهابية وتنظيمها تنظيما إرهابيا في مفهوم نص المادة 86 من قانون العقوبات بكل ما يترتب على ذلك من آثار.[87]
- في 12 أبريل 2018 أصدر رئيس الوزارء المصري شريف إسماعيل قراراً بمشروع قانون لتنظيم إجراءات التحفظ والإدارة والتصرف في أموال جماعة الإخوان.[88]

## الانتقادات الموجهة للإخوان في مصر
صدر في 2008 كتاب بعنوان (ماذا لو حكم الإخوان؟) توقع عزلة دولية لمصر في حال حكمها الإخوان المسلمون، ومن بين ما جاء في الكتاب «ليست لديهم رؤية إستراتيجية للعلاقات الخارجية وسيكون هناك انعدام للتعامل معهم وستصبح العزلة مصيرنا مثل حركة حماس وإيران وحزب الله» أيضا توقعت مؤلفة الكتاب «فاطمة سيد أحمد» قيام تمييز عنصري في حال حكم الإخوان مصر، حيث جاء: «أن الإخوان المسلمين يعملون على إقامة دولة دينية وأن تلك الدولة ستمارس التمييز ضد الأقلية المسيحية...هم في ذلك (أي الإخوان) يحاكون ما تفعله إسرائيل مع عرب 48 الذين يمثلون الأقلية أيضا في المجتمع الإسرائيلي». كما ذكرت المؤلفة أن الإخوان يخططون لما وصفته بـ «حرب شوارع في مصر»، واسترشدت بقول مرشد الجماعة محمد مهدي عاكف «إن جماعة الإخوان المسلمين مُستعدة لإرسال عدة آلاف من أعضائها للقتال إلى جوار حزب الله في لبنان في حربه مع إسرائيل لكن حزب الله لديه ما يكفي من المقاتلين المُدربين وربما لا يريد أعضاء من الجماعة لم يتلقوا تدريبا على حمل السلاح» خلال حرب 2006.
وجهت اتهامات لجماعة الإخوان في مصر بعقد صفقة مع النظام الحاكم منذ وصول مرشحيهم للبرلمان المصري عام 2005 يتعايش من خلالها الحزب الوطني الحاكم مع الإخوان في ظل توافق الجانبين على اقتصاد السوق والعلاقات الطيبة مع الولايات المتحدة، وعلى التهدئة فيما يتعلق بالقضية الفلسطينية. وأيد هذة حذف المحكمة العسكرية تهمتَي الإرهاب وغسيل الأموال من القضية التي تُحاكم فيها مجموعة من قادة الجماعة، على رأسهم النائب الثاني للمرشد العام خيرت الشاطر، والاكتفاء بتهمة الانتماء إلى تنظيم محظور، التي تتراوح عقوبتها بين 3 و5 سنوات ؛ كما أيدتها تصريحات محمد حبيب نائب المرشد التي قال فيها أن الإخوان لن يدخلوا في مواجهة مفتوحة مع النظام بمفردهم ، وأنهم يقبلوا بجمال مبارك كرئيس لمصر بشروط إلا أنه عاد ونفي ذلك. وعلى الرغم من نفي مهدي عاكف مرشد الجماعة وغيره من قيادات الإخوان وجود صفقة أو القبول بجمال مبارك إلا أن بعض المحللين السياسيين يؤكدون وجود الصفقة التي بمقتضاها سيقبل الإخوان بتوريث الحكم في مقابل وجودهم في مجلس الشعب وتخفيف الأحكام على قيادات الإخوان الخاضعين لمحاكمات عسكرية وتم حل الجماعة رسميا في مصر.